# Shanghai Shenxin
Shanghai Shenxin Football Club (chiń. 上海申鑫足球俱乐部; pinyin Shànghǎi Shēnxīn Zúqiú Jùlèbù) – chiński klub piłkarski, założony 24 stycznia 2003 jako Shanghai Jinmao, mający siedzibę w Szanghaju.

## Historia nazw
- 2003: Shanghai Jinmao (上海金贸)
- 2003: Shanghai Hengyuan (上海衡源)
- 2004–2009: Nanchang Bayi Hengyuan (南昌八一衡源)
- 2010–2011: Nanchang Hengyuan (南昌衡源)
- 2012–2020: Shanghai Shenxin (上海申鑫)